# Psychologická operace
Psychologická operace (popř. PSYOPS nebo PSYOP, z anglického psychological operations, IPSO – speciální informační a psychologická operace) je plánovaná operace, jejímž cílem je předat cílové veřejnosti informace a ukazatele, které mají ovlivnit jejich emoce, motivy, uvažování a konečně chování oponentních vlád, politických stran, organizací, skupin a jednotlivců. Účelem je vyvolat či posílit uvažování a chování příhodné k dosažení cílů původce psychologické operace.
Psychologická válka je použití psychologických technik s cílem posílit vlastní pozici a podlomit protivníkovu vůli k odporu. Jedná se o druh informační války.

## Charakteristika
Výrazy „psychologické operace“ a „psychologická válka“ jsou často nesprávně zaměňovány. Psychologickými operacemi rozumíme působení v jednotném scénáři, psychologická válka je vícestranné komplexní působení, ve kterém se může projevovat větší počet psychologických operací. Oba výrazy jsou relativně nedávného původu. Termín „psychologická válka“ byla poprvé použit v roce 1920 a „psychologické operace“ v roce 1945.
Již v Sun-c'ově Umění války je však mnoho prostoru věnováno umění, jak si podmanit nepřítele bez boje.
Americké jednotky určené pro PSYOPS jsou většinou z řad speciálních sil. Česká republika disponuje jednotkou u 103. střediska CIMIC/PSYOPS.

## Příklady
Jedním z moderních průkopníků byl Edward Lansdale. Roku 1950 si filipínský prezident Elpidio Quirino osobně vyžádal, aby byl Lansdale součástí americké zpravodajské mise, která měla pomoci filipínské vládě (navázané na USA) potlačit komunistické povstání Hukbalahap. Lansdale tehdy získal příležitost uplatnit psychologické operace, směr, který ho fascinoval. Následně studoval psychologii povstalců a filipínských vesničanů v oblastech, kde probíhalo povstání. Inspiroval se také u japonské armády, která využila pověrčivosti tamních vesničanů. Lansdale například zastrašoval pověrčivé vesničany tím, že v noci nechal přelétat nad vesnicí vrtulník, o kterém si vesničané mysleli, že jde o rozlobeného draka. V jazyce vesničanů poté vesničany z amplionu instruovali, aby nepomáhali povstalcům. V jiném případě využil folklórní legendu o aswangovi, místním krvežíznivém duchovi. Lansdale nechal zabít jednoho povstalce, udělal mu vpichy na krku, nechal ho vykrvácet a tělo nechal pohodit na cestu, kde ho našli další povstalci, kteří poté oblast opustili ze strachu z aswanga.